# جان باتيست موران
جان باتيست موران (بالفرنسية: Jean-Baptiste Morin de Villefranche )‏ (و. 1583 – 1656 م) هو عالم فلك، ورياضياتي، وبروفسور، وطبيب، ومنجم من فرنسا .
توفي عن عمر يناهز 73 عاماً.

## مناصب وهيئات
أدار كوليج دو فرانس (1630–1656).